# هنري كينغ (سياسي)
هنري كينغ (بالإنجليزية: Henry King) هو محامي وسياسي أمريكي، ولد في 6 يوليو 1790 ببالمر في الولايات المتحدة، وتوفي في 13 يوليو 1861 في نفس البلد. حزبياً، نشط في الحزب الديمقراطي. وقد انتخب عضو مجلس ولاية بنسيلفانيا وانتخب عضو مجلس النواب الأمريكي.